# 钝叶独活
钝叶独活（学名：Heracleum obtusifolium）为伞形科独活属的植物。分布于尼泊尔以及中国大陆的西藏、云南等地，生长于海拔3,740米至4,000米的地区，多生长在干旱阳坡山麓或山坡草原，目前尚未由人工引种栽培。

## 别名
肉独活（四川）